# فرقة المشاة الأولى (الفيرماخت)
فرقة المشاة الألمانية الأولى، أحد فرق المشاة في الرايخويهر والفيرماخت وخدم طوال الحرب العالمية الثانية.

## التاريخ
تشكلت في الأصل باعتبارها بداية الموجة الأولى من إعادة التسلح في ألمانيا، وتم منح التقسيم لأول مرة لقب Artillerieführer I، ثم أطلق عليه لاحقًا اسم Wehrgauleitung Königsberg. كانت هذه الأسماء محاولة لتغطية توسع ألمانيا في فرق المشاة من سبعة إلى واحد وعشرين. تم بناء أفواج مشاة الفرقة من فوج المشاة الألماني البروسي الأول من الفرقة الأولى في الرايخويهر ويتألف أصلا من مجندين من بروسيا الشرقية. يتم تمثيل تراث الوحدة البروسية بواسطة شعار آل هوهنتسولرن الذي كان بمثابة شارة الشُعب. عند الكشف الرسمي عن الفيرماخت في أكتوبر 1935، حصلت الوحدة على اسم فرقة-المشاة الأولى. قسم المعلومات في فبراير 1936، تم نقل مقر القسم من تشيرنياخوفسك إلى كونيغسبرغ.
مع الغزو الألماني لبولندا في سبتمبر 1939، تقدمت فرقة المشاة الأولى نحو وارسو كجزء من الجيش السادس والعشرون في جيش فون كشلر الثالث . اشتبكت مع القوات البولندية بالقرب من بلدة مواوا المدافعة عنها بشدة (انظر معركة مواوا ) لعدة أيام، ثم عبرت نهري بوك وناريف. قاتلت مرة أخرى بالقرب من Węgrów وGarwolin وأنهى الحملة شرق وارسو.
لعبت الفرقة دور ثانوي في غزو فرنسا، وعاد التشكيل إلى بروسيا الشرقية في خريف عام 1940. مع إطلاق عملية بارباروسا، شاركت فرقة المشاة الأولى في عملية البلطيق كجزء من الجيش الثامن عشر مع مجموعة الجيوش الشمالية، متقدماً إلى سانت بطرسبرغ. بقي وقاتل في منطقة لينينغراد وبحيرة لادوغا حتى ديسمبر 1943. (انظر حصار لينينغراد) تم نقله إلى الجيش الأول بانزر، قاتلت الفرقة في كريفي ريه واستطاعت الهرب من التطويق في مارس 1944.
عادت فرقة المشاة الأولى إلى بروسيا الشرقية في صيف 1944. باستثناء المشاركة في الارتباط العاجل والمؤقت مع مجموعة الجيوش الشمالية المعزولة الآن في ليتوانيا ( عملية Doppelkopf )، ظلت الوحدة للدفاع عن المقاطعة الألمانية في أقصى شرق ألمانيا من الجيش الأحمر المتقدم. بالتناوب بين الجيش الثالث بانزر والجيش الرابع، حوصر القسم في منطقة كونيغسبرغ / سملاند بعد أن تم عزله عن بقية ألمانيا بحلول نهاية يناير 1945.
في الساعة 0400 من يوم 19 فبراير 1945، قادت عناصر من المشاة الأولى، بقيادة دبابة سوفيتية من طراز تي-34، هجومًا باتجاه الغرب من كونيغسبيرغ بهدف الارتباط بفيلق هانز جولنيك في الفيلق الثامن والعشرون، والذي احتجز أجزاء من شبه جزيرة صملاند، بما في ذلك ميناء بالتييسك الحيوي. بعد الاستيلاء على بلدة ميتغين، فتحت الوحدة الطريق أمام فرقة بانزر الخامسة للانضمام إلى قوات جولنيك بالقرب من مدينة جروس هايدكروج ‏ في اليوم التالي. أعاد هذا الإجراء فتح الطريق البري من كونيغسبرغ إلى بيلاو، مما أتاح إجلاء اللاجئين المدنيين عبر الميناء وتعزيز الدفاع الألماني عن المنطقة حتى أبريل.
مع استسلام كونيغسبرغ في 9 أبريل 1945، تراجعت العناصر الباقية من الفرقة إلى بيلاو حيث استسلمت لاحقًا للسوفييت.

## النظيم
كانت فرقة المشاة الأولى فرقة "الموجة 1"، مما يعني أنها كانت موجودة قبل اندلاع الحرب. وقد تم تجهيزها وتنظيمها على غرار خطوط قياسية لقوات المشاة الألمانية. شكلها الأصلي في عام 1934 كان يتألف من فوجين مشاة وفوج مدفعي وكتيبة رائدة ووحدة إشارات.
غزت الفرقة بولندا مع الوحدات التالية:
- فوج المشاة الأول
- فوج المشاة 22
- فوج المشاة 43
- فوج المدفعية الأول
- فوج المدفعية السابع والثلاثون
- الكتيبة الحادية والثلاثون
- كالتيبة المضادة للدبابات الأولى
- كتيبة الاستطلاع الأولى
- الكتيبة الهندسية الأولى
- كتيبة الإشارات الأولى
- الكتيبة الطبية الأولى

### القادة
قاد الضباط التالية أسمائهم فرقة المشاة الأولى:
- 1 أكتوبر 1934 إلى 1 أبريل 1935: اللواء جورج فون كشلر
- 1 أبريل 1935 إلى 1 يناير 1938: الجنرال لوتر شروث
- 1 يناير 1938 إلى 14 أبريل 1940: Generalleutnant Joachim von Kortzfleisch
- 14 أبريل 1940 ، إلى 12 يوليو 1941: Generalleutnant Philipp Kleffel
- من 12 يوليو 1941 إلى 4 سبتمبر 1941: الرائد الدكتور فريدريش ألتريشتر
- من 4 سبتمبر 1941 إلى 16 يناير 1942: Generalleutnant Philipp Kleffel
- 16 يناير 1942 إلى 30 يونيو 1943: Generalleutnant Martin Grase
- من 1 يوليو 1943 إلى 10 مايو 1944: الجنرال لارنست أنتون فون كروسيج
- 10 مايو 1944 ، حتى 8 يونيو 1944: أوبرست هانز يواكيم بورميستر
- 8 يونيو 1944 إلى 30 سبتمبر 1944: الجنرال لارنست أنتون فون كروسيج
- 1 أكتوبر 1944 إلى 28 فبراير 1945: الجنرال هانز شيتنيغ
- 28 فبراير 1945 إلى 26 أبريل 1945: Generalleutnant Henning von Thadden